# David mit dem Haupt des Goliath
David mit dem Haupt des Goliath ist eine Gemälde, das der Barockmaler Michelangelo Merisi da Caravaggio (1571–1610) um 1606/1607 malte. Es befindet sich in Wien, im Kunsthistorischen Museum.

## Geschichte
Die Geschichte von David gegen Goliath stammt aus dem Buch Samuel des Alten Testaments der Bibel (1 Samuel 17, 1–58). Sie beschreibt den ungleichen Kampf „Klein gegen Groß“, wobei nicht die militärische Stärke über den Sieg entschied, sondern der Beistand Jehovas.
Israeliten und Philister befanden sich miteinander im Krieg. Die angreifenden Philister brachten die Israeliten in Bedrängnis, zumal Goliath, ein großgewachsener und starker Krieger der Philister, sie täglich verhöhnte und zum Zweikampf herausforderte. Der junge, kleine David war über die Frechheit Goliaths empört und wollte gegen ihn kämpfen. Er erklärte gegenüber König Saul, dass er schon wilde Tiere getötet habe und auf Jehovas Hilfe vertraue. Mit einer Steinschleuder trat er Goliath entgegen und traf ihn mit einem Kieselstein tödlich an der Stirn. Anschließend enthauptete er Goliath mit dessen Schwert, woraufhin die Philister flohen. David trat mit dem Haupt Goliaths in der Hand vor König Saul.

## Objektbeschreibung und Datierung
Das Gemälde ist auf Pappelholz gemalt und hat eine ungewöhnlich glatte Oberfläche; sie fast wie poliert. Hierin unterscheidet sich dieses Werk von den meisten Gemälden Caravaggios, die auf Leinwand ausgeführt wurden. Der Farbauftrag ist fast nicht sichtbar, was das Bild sehr realistisch erscheinen lässt. David zeichnet sich hell und klar, beinahe plastisch, vor dem tiefschwarzen Hintergrund ab. Er scheint fast aus dem Rahmen herauszusteigen. Für das Entstehungsdatum des Gemäldes gibt das Kunsthistorische Museum Wien zwei Zeiträume an: 1600/1601 und 1606/1607. Caravaggio hat das Motiv „David mit dem Haupt des Goliath“ in drei Gemälden aufgegriffen. Die älteste Version von 1600 befindet sich in Madrid im Museo Nacional del Prado, die von 1606/07 ist im Besitz des Kunsthistorischen Museums Wien und die jüngste, um 1610 fertigstellte Version, befindet sich in Rom in der Galleria Borghese.

Die drei Versionen Caravaggios von „David mit dem Haupt des Goliath“
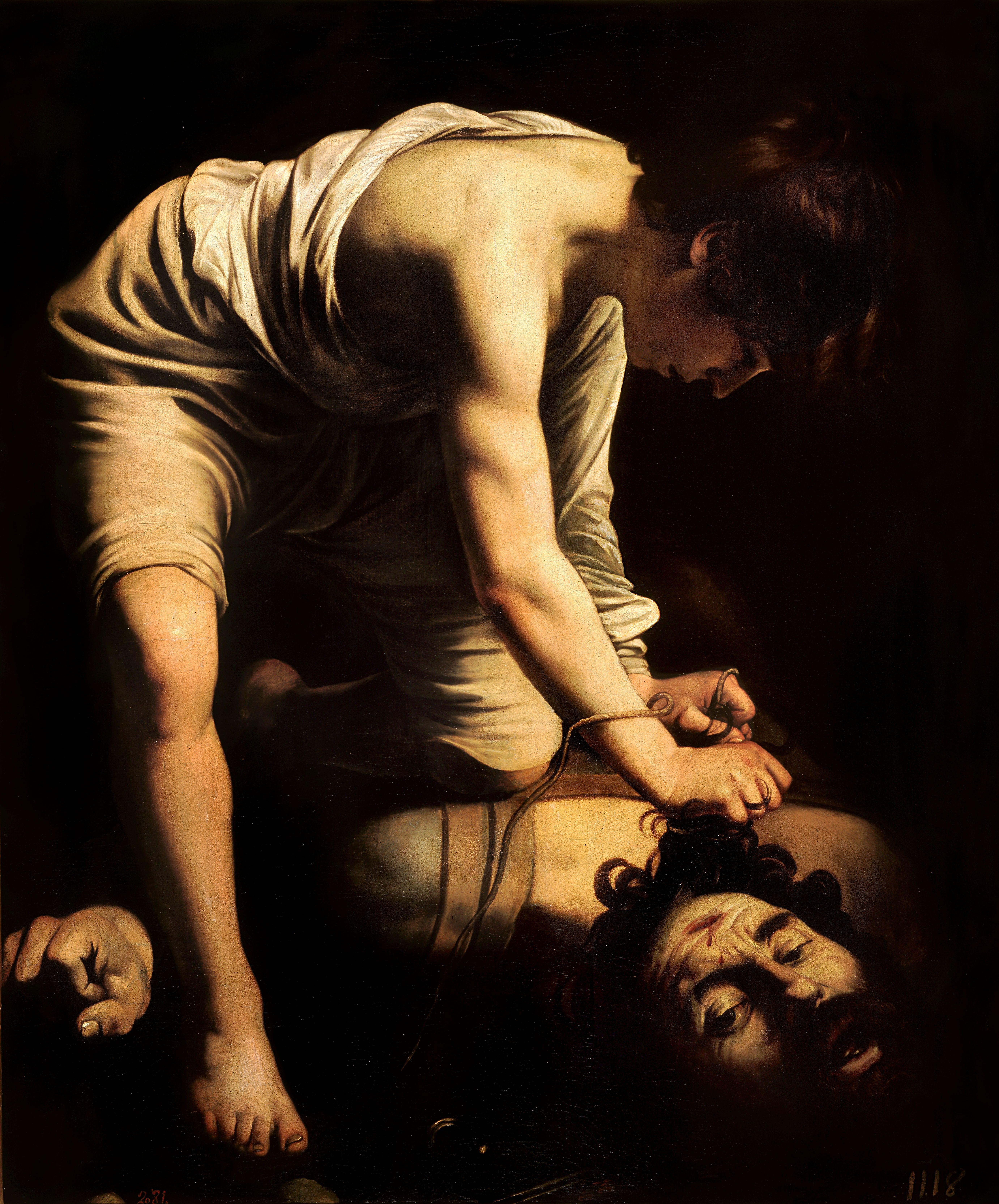
1600 Museo Nacional del Prado, Madrid
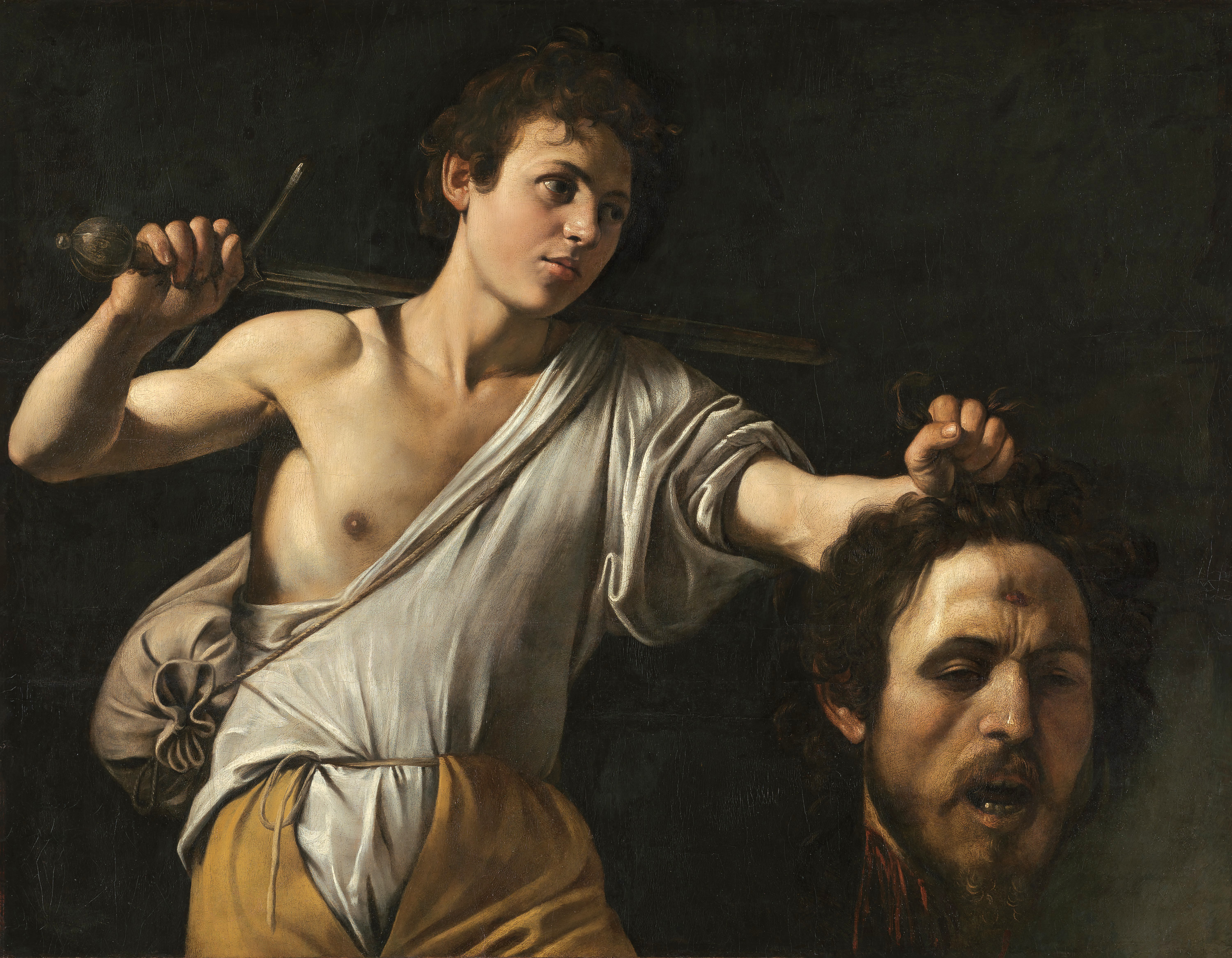
1606/07 Kunsthistorisches Museum, Wien
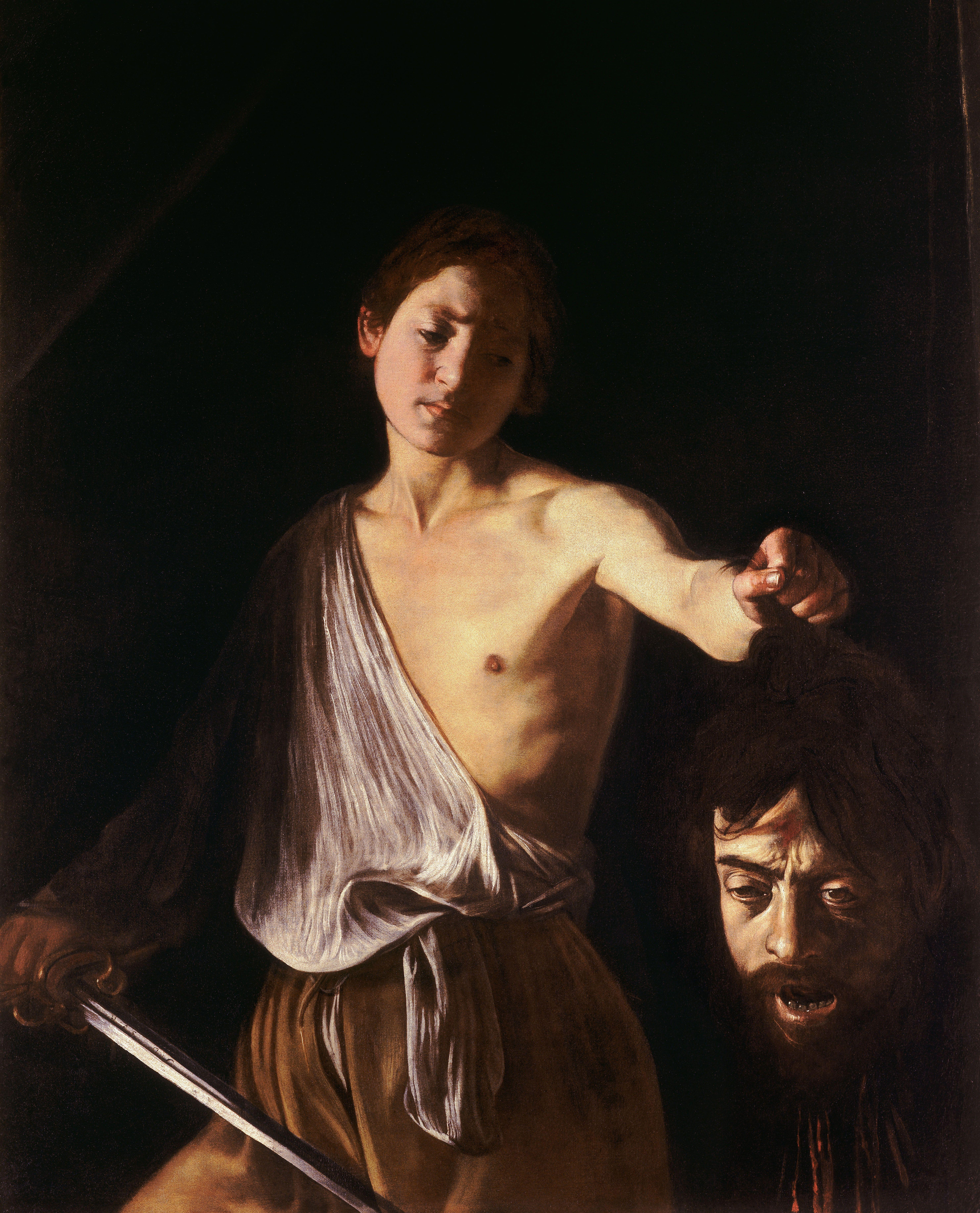
1605/1610 Galleria Borghese, Rom

## Bildbeschreibung
Caravaggio hat in seinem David mit dem Haupt des Goliath von 1606/07 den Augenblick eingefangen, als David mit dem Kopf Goliaths zu König Saul zurückkehrte. Der Maler hält sich in den Details an die biblische Vorlage. David trägt das Schwert Goliaths, seine Hirtentasche mit den Steinen sowie den abgeschlagenen Kopf Goliaths. Der linke Arm Davids ist ausgestreckt. In der Hand trägt er den abgeschlagenen Kopf vor sich her, die Hand in dessen Haare gekrallt. In der rechten Hand hält er das Schwert, welches er lässig über die Schulter gelegt hat. Caravaggio hat David nicht als triumphierenden Sieger dargestellt, sondern eher melancholisch, bedrückt und nachdenklich, als mache er sich Gedanken über sein Opfer und den soeben verübten Mord. Die Emotionen auf Davids Gesicht lassen ihn greifbar erscheinen und sein innerer Konflikt wird verständlich. Wie später in der Galleria-Borghese-Version ist es möglich, dass sich schon hier Caravaggio in dem Gesicht Goliaths selbst porträtierte.

## Analyse der verwendeten Farben
Durch genaue Betrachtung der Bildoberfläche war schon lange bekannt, dass der sichtbare Pinselstrich nicht immer zu den dargestellten Figuren Caravaggios passte. Zur Klärung dieser Diskrepanz wurde das Gemälde 1932 erstmals mittels Röntgenstrahlen untersucht. Das Ergebnis zeigte die Überlagerung von drei Gestalten durch das Bildnis des Davids.
Seit Februar 2019 besitzt das Kunsthistorische Museum einen „Crono Macro-XRF-Scanner“, der auf Basis der Röntgenfluoreszenzspektroskopie arbeitet, die gegenüber dem klassischen Röntgenverfahren wesentlich differenziertere Bilder liefert. Mit diesem Scanner lassen sich die chemischen Elemente von Farbpigmenten bestimmen. Da Caravaggio vor allem Bleiweiß, Schwarz und Erdtöne wie Umbra verwendete, lassen sich diese gut von den darunterliegenden Farben unterscheiden. Diese gehören zu einer mythologischen Szene mit Venus, Mars und einen Putto, die ein unbekannter Künstler im Stil des Manierismus malte und aus irgendeinem Grunde verworfen hatte. Der Bildträger wurde von dem damals fraglos nicht sehr vermögenden Caravaggio wiederverwendet. Er übermalte kurzerhand Venus und Mars mit einer dünnen Ocker-Schicht, drehte die Holztafel um 90 Grad und erschuf darauf die Darstellung des David mit dem Haupt des Goliath.

## Provenienz
Das Gemälde wurde wahrscheinlich zwischen 1611 und 1617 vom Conde de Villamediana in Neapel erworben. Es befand sich wohl danach im Besitz von König Karl I. von England und später in der Sammlung Imstenraed in Amsterdam. 1667 kam das Werk in kaiserlichen Besitz.